# 沈犀郡
沈犀郡，即沉犀郡，中国南北朝时设置的郡。
北周保定三年（563年）设置沈犀郡，治所在武阳县（今四川省乐山市犍为县东南十八里岷江东岸），下辖武阳县一县，属于戎州。《太平寰宇记》卷74犍为县：以沉犀山为名。传说犀牛渡江之此山而沉，称为沉犀山，而定郡名。辖境相当今四川犍为、沐川县等地。隋文帝开皇三年（583年）废沈犀郡，武阳县改名犍为县，直辖于戎州。